# 英屬西佛羅里達自治領
英屬西佛羅里達自治領（英語：Dominion of British West Florida）是在2005年由網路上重申要恢復英國過去18世紀於西佛羅里達一帶領土控制權活動的組織；所宣稱成立的私人國家。

## 简介
该私人國家在2005年11月29日宣示成立，聲稱的國土是位於美國墨西哥灣沿岸地區一帶；包含路易斯安那州、密西西比州、阿拉巴馬州及佛羅里達州等等一帶曾是英國殖民地的範圍，且主張美國於1810年收購此地區之行為不具合法性，並希望能將英屬西佛羅里達自治領提升成如同加拿大、澳洲、紐西蘭般的大英國協王國地位。
英屬西佛羅里達自治領擁有自行鑄造的硬幣，是在2006年5月1日為了慶祝伊莉莎白二世女皇於數週前的80歲生日所發行，且由未被錢幣學會認可的會員荷黑·維達爾（Jorge Vidal）所製造。